# KVIrc
A KVIrc egy ingyenes, nyílt forráskódú platformfüggetlen IRC kliens. Lehetőséget ad több IRC szerverhez való egyidejű csatlakozáshoz, tartalmazza a széles körben elterjedt szövegformázásokat félkövér, aláhúzott és színes üzenetekhez, emellett tartalmaz beépített grafikus hangulatjeleket. A felhasználói felület teljes mértékben testre szabható és lehetővé teszi különböző témák használatát.
A KVIrc Windows, Linux, Macintosh és Unix rendszereken egyaránt elérhető, jelenleg 17 nyelven, köztük magyarul is.
A KVIrc rendelkezik egy teljes körű beépített szkriptnyelvvel, amivel egyszerűen és gyorsan saját szkripteket is írhatunk. Emellett ismeri és kezeli a Perlt, mint szkriptnyelvet is.
Többféle titkosítási algoritmust is ismer. Beszélgetések közben használhatunk avatarokat, hangos beszélgetések is lebonyolíthatóak közvetlen kapcsolat segítségével IRC-n keresztül.

## Külső hivatkozások
- Hivatalos oldal